# Anna Lopuchinová
Anna Petrovna Lopuchinová (rusky Анна Петровна Лопухина; 8. listopadu 1777 – 25. dubna 1805) byla ruská šlechtična a dvorní dáma. Byla oficiálně uznávanou milenkou cara Pavla I.

## Život
Narodila se 8. listopadu 1777 do staré šlechtické rodiny Lopuchinů jako nejstarší potomek Petra Lopuchina a jeho první manželky Praskovje Levšinovové. Měla dvě mladší sestry. Když bylo Anně osm let zemřela její matka. O rok později se její otec znovu oženil a zplodil další čtyři děti.
Roku 1798 navštívil Moskvu car Pavel I., kde ho na plese tehdy jednadvacetiletá Anna ihned upoutala. Ve funkci oficiální milenky cara vystřídala Jekatěrinau Nelidovovou. Ještě stejného roku se spolu s rodinou přestěhovala do Petrohradu, kde byl její otec carem povýšen na knížete.
Pokorná a skromná Anna se na carském dvoře snažila vyhýbat dvorským intrikám.

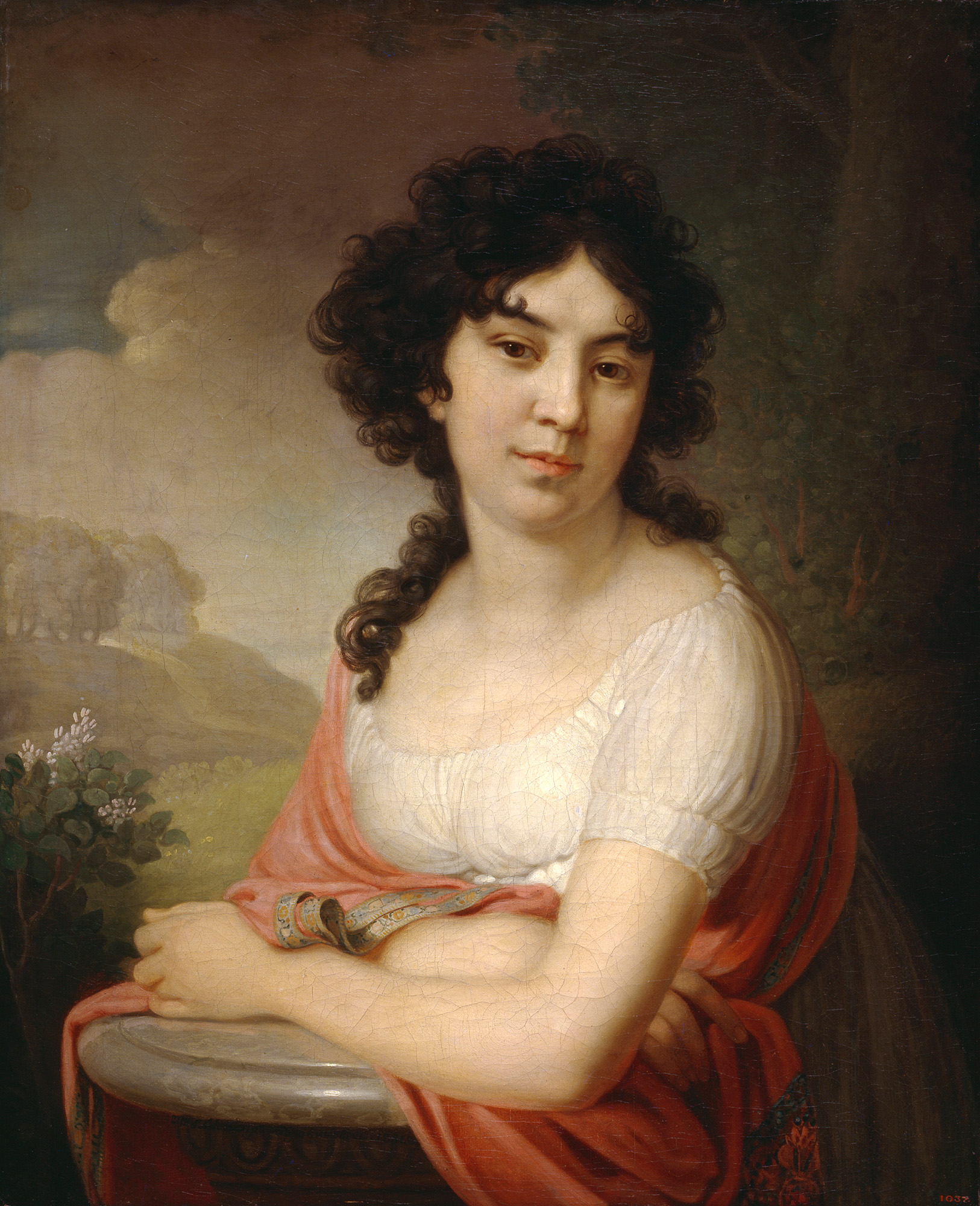
Portrét Anny z roku 1801

Roku 1799 požádala Anna o povolení k sňatku s Pavlem Gavrilovičem Gagarinem (1777–1850), který tou dobu pobýval v řadách carské armády v Itálii pod velením maršála Alexandra Suvorova. Pavel jej nechat povolat do Petrohradu a udělil mu řád sv. Jana Jeruzalémského. Svatba se konala 8. února 1800 v Petrohradě. Po sňatku zůstala Anna na carském dvoře jako dvorní dáma a nadále zůstala carovou milenkou. V noci z 23. na 24. března 1801 byl imperátor Pavel v Michajlovském zámku zavražděn spiklenci.
Nový car Alexandr I. Pavlovič jmenoval Gagarina velvyslancem v Sardinském království. Manželé se usadili v Turíně, kde měli oba četné milostné avantýry. Z poměru s princem Borisem Antonovičem Četvertinským se Anně narodila 5. února 1805 nemanželská dcera Alexandra. Tou dobu už sužovaly Annu souchotiny, kterým porodem vyčerpaná žena podlehla. Zemřela 25. dubna 1805 ve věku sedmadvaceti let. Brzy po ní zemřela i její malá dcerka. Annino tělo bylo převezno zpátky do Ruska, kde byla pohřbena v areálu Alexandro-Něvské lávry. Po její smrti se Gagarin znovu oženil a měl několik dětí. Zemřel na tyfus v roce 1850.